# Benton (Arkansas)
Benton és una població dels Estats Units a l'estat d'Arkansas. Segons el cens del 2000 tenia 21.906 habitants.

## Demografia
Segons el cens del 2000, Benton tenia 21.906 habitants, 8.713 habitatges, i 6.186 famílies. La densitat de població era de 471,5 habitants/km².
Dels 8.713 habitatges en un 33,5% hi vivien nens de menys de 18 anys, en un 55,9% hi vivien parelles casades, en un 11,8% dones solteres, i en un 29% no eren unitats familiars. En el 25,3% dels habitatges hi vivien persones soles el 10,9% de les quals corresponia a persones de 65 anys o més que vivien soles. El nombre mitjà de persones vivint en cada habitatge era de 2,46 i el nombre mitjà de persones que vivien en cada família era de 2,95.
Per edats la població es repartia de la següent manera: un 25,3% tenia menys de 18 anys, un 8,8% entre 18 i 24, un 29,8% entre 25 i 44, un 21,5% de 45 a 60 i un 14,7% 65 anys o més.
L'edat mediana era de 36 anys. Per cada 100 dones de 18 o més anys hi havia 88,1 homes.
La renda mediana per habitatge era de 41.503 $ i la renda mediana per família de 51.064 $. Els homes tenien una renda mediana de 32.493 $ mentre que les dones 22.386 $. La renda per capita de la població era de 19.797 $. Entorn del 5,8% de les famílies i el 8,6% de la població estaven per davall del llindar de pobresa.

## Poblacions més properes
El següent diagrama mostra les poblacions més properes.